# Dorsal Atlântica (banda)
Dorsal Atlântica é uma banda brasileira de thrash metal, fundada no Rio de Janeiro, em 1981.
A banda é uma das pioneiras da cena do Thrash Metal no Brasil, sendo reconhecida como influência para muitas outras bandas, incluindo Sepultura e Korzus. Depois do split Ultimatum com a banda Metalmorphose, a banda lançou uma série de álbuns de estúdio entre 1986-1997, antes de se separarem em 2001.
Em 2012, Carlos Lopes retornou com o Dorsal Atlântica para o lançamento do álbum 2012, através do financiamento coletivo. Na sequência vieram outros dois álbuns, Imperium (2014) e Canudos (2017).

## História

### Formação
Os futuros membros do Dorsal Atlântica, estavam cursando o pré-vestibular em 1981 quando fundaram a banda “Ness” para o sarau no final de ano do colégio “Acadêmico” (atualmente soterrado por um edifício residencial), fundado e mantido por professores militares, em plena ditadura, no bairro de Botafogo no Rio de Janeiro. Covers de Ted Nugent, Kiss, Made In Brazil e Black Sabbath deram o tom da festa. Carlos Lopes entrou com a cara pintada como Gene Simmons do Kiss. Daquela noite em diante, decidiram ser roqueiros de fato e fizeram o circuito da cidade, ainda dominada por hippies e músicos que não os entendiam, porque o público certo para a emergente Dorsal nem sequer havia surgido.
Ainda no início da década de 1980, Carlos colocou o dedo em uma página qualquer de uma enciclopédia e “Dorsal Atlântica” foi sorteado, aleatoriamente. Lopes se inspirou no movimento dadaísta que obteve o nome de forma idêntica.
Em 1984, um velho amplificador e diversos álbuns de selos foram vendidos para bancar o split Ultimatum, lançado no primeiro dia do Rock in Rio I, em 1985, com uma tiragem de 500 vinis. Nenhuma banda carioca havia lançado um disco de rock pesado, de verdade, e em todo o país somente três outros trabalhos haviam visto a luz do alvorecer - era uma época de desbravadores. O festival Rock in Rio I estampou o nome “metaleiro” nos jornais e a Dorsal se beneficiou. A Rádio Fluminense (pelo ar) de um lado e o Circo Voador (pelo espaço) do outro, deram o suporte necessário, e mínimo, para abrigar algo similar a uma cena, que sempre depende de pessoas com ideias e gostos semelhantes que desejem se relacionar. O baterista Marcos “Animal” era fã da banda e foi convidado a fazer parte da trupe na qual ficou durante o período de um ano.
Final de 1985, e a necessária mudança de formação ocorreu porque a Dorsal optou pela velocidade e pelas ideias rápidas.

### Antes do Fim
1986 foi o ponto de partida para a gravação do Antes do Fim, o primeiro disco solo da Dorsal, por uma gravadora paulistana, apesar de São Paulo demorar a entender a proposta de letras poéticas, hardcore e cabelos compridos. O álbum vendeu oficialmente 3.000 cópias, mas segundo a firma que prensava o vinil, o LP vendeu mais de 10.000, devidamente não pagas, pelos proprietários da matriz. A Capa censurada e uma gravação feita às pressas se tornaram símbolos da urgência do trabalho. O álbum foi votado como um dos melhores do ano e os shows entre Rio, São Paulo e Minas, com uma plateia que parecia entender a proposta da banda, lotavam. O ano terminou com chave de ouro, com a Dorsal abrindo o primeiro show underground internacional ocorrido no país. Era a Dorsal mais os ingleses do Venom e os canadenses do Exciter no ginásio do Maracanãzinho em dezembro de 1986. Muitos tapas nas costas de vários e rejeição por parte da imprensa, que continuava a não entender a banda.

### Dividir e Conquistar
Dividir e Conquistar foi gravado em 1987 e lançado no ano seguinte. Esse é o segundo trabalho da Dorsal gravado com mais tempo e maturidade musical. O público queria mais rápido, como o trabalho anterior, porém a Dorsal queria evoluir e ousar. A nova gravadora era a carioca “Heavy”, uma das duas lojas/selos cariocas que existiam na época. Clássicos como “Metal Desunido”, “Tortura” e “Violência é Real” mostravam um novo e corajoso caminho a seguir. O movimento metálico já começava a mostrar as suas rachaduras, com uma clara divisão entre os mais radicais e o pessoal do heavy, associado aos anos 1970. No templo carioca do metal, o Caverna II, havia o “salão de power metal” onde os headbangers radicais agitavam correntes ao som de Hellhammer e Running Wild.
O álbum Dividir vendeu mil cópias em um dia na Galeria do Rock em São Paulo, e ganhou um batalhão de colocações nos melhores do ano de 1988 na revista Rock Brigade e na publicação carioca Metal, o que permitiu que a banda viajasse pelo país, sendo recebida por centenas de pessoas, com faixas de boas-vindas, e histeria nos aeroportos de Manaus, Teresina e Belém.

### Searching for the Light
A primeira ópera-thrash mundial Searching for the Light de 1990 versava sobre a injustiça social / nacional e as consequências de tantos desmandos em um possível futuro dominado por bicheiros, traficantes e uma elite insensível. O esporte favorito dessas futuras gerações era o surfe ferroviário. O carnaval servia para controlar o excesso de pobres, através de extermínio em massa, transmitido pela TV, diretamente da praça da Apoteose. O álbum, conceitualmente progressivo, foi muito bem recebido pela imprensa brasileira, enquanto o público não parecia entender a proposta intelectual e de difícil entendimento da banda.
Mais shows internacionais: Nasty Savage, dos EUA; Exumer, da Alemanha, e com os bretões do Motörhead, em Porto Alegre. Respeito crescente e nenhum dinheiro. A banda ainda se auto-empresariava, o que dificultava o seu crescimento. Algumas crises se sucederam quando a primeira tour internacional não ocorreu após a ópera ter sido lançada no exterior por um selo norte-americano. Após o show com os norte-americanos do Testament no Circo Voador, o baterista Hardcore deixa a banda para tomar um rumo musical diferente. Nesse momento, o interesse pelo trabalho autoral das bandas brasileiras esfriou, dando espaço a centenas de bandas cover.
Após um ano de audições, Guga foi aprovado como baterista oficial da Dorsal Atlântica, para promover o álbum pelo país. Nesse período, a escola de samba Estácio de Sá cedeu o espaço em sua quadra, templo do samba, para o show da Dorsal com a banda Kreator da Alemanha.

### Musical Guide from Stellium
No ano de 1992, Musical Guide from Stellium foi gravado em Belo Horizonte e, pela primeira vez, a banda teve uma produção profissional. A Dorsal investiu em temas esotéricos e musicalidade pesada-progressiva-psicodélica, dando mais um nó na cabeça dos desavisados. “Rock Is Dead”, “Hidden & Unexpected”, “Recycle Yourself” e a música “Thy Will Be Done” - com as centúrias de Nostradamus cantadas em francês, alemão, inglês e espanhol, são peso e delírio. A revista inglesa RAW! deu nota máxima ao Musical… “Eles têm o que ensinar ao primeiro mundo. A música para os anos 90”, escreveram. A capa do Musical… concorreu na revista Bizz como uma das melhores do ano.

### Alea Jacta Est
A gravadora era nova, a Cogumelo Records de Belo Horizonte mas os problemas eram os mesmos: pouca divulgação e má distribuição. Receber dívidas da maioria das lojas na galeria do rock em São Paulo é pau-puro. As gravadoras estrangeiras se instalam no Brasil, iludindo muitos com pouco e as bandas começam a negociar as aberturas dos shows internacionais em dólar, o rock, agora, era decidido de cima para baixo.
Em 1994, com vigor e público renovados, a Dorsal lançou mais uma ópera, (Alea Jacta Est), que conta a história de um Cristo negro e favelado nascido no Rio de Janeiro. Guitarras pesadíssimas e cantos gregorianos. Elogios por toda a imprensa especializada mundial. O show símbolo dessa fase foi no BHRIF, um muito bem organizado festival do governo esquerdista de Belo Horizonte com bandas independentes de todo o globo. Primeiros shows na América do Sul. Carlos abaixou a calça em Montevideo e o público aplaudiu por cinco minutos, ininterruptamente.

### Straight
Em fevereiro de 1996, e já sem Cláudio Lopes no baixo, o trio recomposto viajou para a Inglaterra, disposto a fazer o seu trabalho mais pesado. O nome Straight deu o tom. Nada a ver com filosofia straight-edge, mas a semelhança de um Carlos Lopes abstêmio, vegetariano, místico e recém-saído de uma relação doentia. A banda produziu um álbum forte e uma reação à moda imposta e aceita: a nova-velha moda do metal melódico. Gravado abaixo de zero, as letras de Straight são pura “dor de corno” mas ninguém notou. A imprensa só falou da tendência hardcore do disco, como se isso fosse algo novo, esquecendo da variedade e riqueza de informações musicais de que Straight dispõe. Em Portugal, tocaram com o Cradle Of Filth. Para promover o álbum, a Dorsal gravou, ao vivo, o Fúria Metal, da MTV.
Foi lançado Omnisciens, o tributo à Dorsal Atlântica com 13 novas bandas de todo o país, sendo esse o primeiro tributo lançado com uma banda ainda em atividade. Fã-clubes pipocaram pelo país, filhos de fãs receberam o nome do tal Carlos e diversas pessoas redescobriram a banda. Somar o público do passado com os novos adeptos, fazendo com que a mensagem e a música, ainda, sejam relevantes, foi um dos 12 trabalhos de Hércules e a Dorsal conseguiu vencer mais esse obstáculo.
Uma campanha promovida pelas revistas Slammin’ e Metal Head para que a Dorsal tocasse no Monsters Of Rock de 1997 conseguiu o incrível número de 35.000 assinaturas, sem o apoio da gravadora, que inclusive desestimulou, dizendo que isso não levaria a nada. Como a Dorsal não foi escalada e praga de Carlos tem poder, o festival de 1997 foi cancelado. O dado negativo do ano foi a participação da Dorsal no show da banda Madball, no Rio, com sintomática falta de organização por parte dos envolvidos.
No início de 1998, a Dorsal partiu para a gravação de uma nova e ainda inédita demo para um novo álbum de estúdio. A banda foi convocada para integrar o cast do Monsters Of Rock, juntamente com Slayer e Megadeth, e no mesmo mês (setembro) o trio gravou em Fortaleza o seu primeiro “ao vivo”. As ideias fervilhavam e foi ventilada a possibilidade de lançar-se uma biografia da banda, com a finalidade de contar o que é viver de música underground, suas mazelas e alegrias.

### Terrorism Alive
Em janeiro do último ano do século XX, a biografia Guerrilha! (a história da Dorsal paralelamente à história da própria cena metal) foi lançada, pela Beat Press, tornando-se fonte de inspiração para que outras pessoas, no meio, lançassem as suas. O CD Terrorism Alive (Ér Hab, para os mais íntimos) é editado pelo selo Varda Records, fundada por Carlos Lopes, após a recusa da antiga gravadora em gravar o novo disco de estúdio da Dorsal.
Após vinte anos de atividades, e devido principalmente ao desgaste do relacionamento entre os integrantes, a banda encerrou as atividades entre em 2001. Em 10 anos, Carlos Lopes se dedicou à imprensa musical, escreveu livros, produziu CDs, fez locução e produção em rádio, fundou duas bandas (Mustang e Usina Le Blond) e permaneceu acreditando, mesmo contra as circunstâncias.

### Volta em 2012
Carlos Lopes, após passar mais de uma década sendo cobrado pelos fãs, resolveu contatar os integrantes da formação clássica, Claudio Lopes e Rabicó (Hardcore) e tentar uma volta da banda, mas o intento era financeiramente inviável. O guitarrista, numa atitude pioneira, apostou em uma nova modalidade de empreendimento: o crowdfunding, uma espécie de "pré-venda". A proposta seria de gravar um álbum novo, e ainda confeccionar camisetas e a reimpressão da biografia Guerrilha! com capa dura, entre outro itens, com apoio coletivo dos fãs da banda. No início do projeto, o guitarrista deixou claro que a campanha teria prazo pré-determinado para seu término, como em todos os projetos do sítio mediador.
 Após muito esforço, divulgação e, é claro, o indispensável apoio dos fãs, o jogo virou nos últimos dias, e o sonho se tornou realidade. A meta de R$ 40.000 foi atingida, ultrapassando em quase 30% o valor mínimo estipulado. Cada fã que contribuiu com o projeto recebeu o CD, com o nome dos apoiadores no encarte, camiseta, livro, e/ou outros itens, de acordo com a contribuição na campanha.
O álbum finalmente foi gravado, intitulado 2012, e a data de lançamento foi dezembro de 2012.
Em 2017, é lançado o documentário "Guerrilha – A Trajetória da Dorsal Atlântica", de Frederico Neto e Alexander Aguiar. No mesmo ano é lançado Canudos, uma autointitulada “ópera thrash” sobre a cidade de excluídos sociais erguida no interior da Bahia sob o comando do religioso Antonio Conselheiro, no século XIX.
Em 18 de agosto de 2018, faleceu o baterista Américo Mortágua, responsável pela gravação do último disco do Dorsal. Américo lutava contra um câncer.
Em 2021, a banda lança o álbum conceitual Pandemia, também gravado graças a uma campanha de financiamento coletivo. Junto ao álbum, é lançado um minidocumentário sobre as sessões de gravações.
Em 2023 morre o baixista Cláudio 'Cro-Magnon' Lopes, ele sofreu uma parada cardíaca na madrugada de sábado, 5 de agosto. Ele estava com 59 anos de idade.

## Membros
Formação atual
- Carlos "Vândalo" Lopes — vocal, guitarra (1981-2001, 2012-hoje)
- Toninho "Hardcore" — bateria (1985-1989, 2012-hoje)

Ex-membros
- Cláudio "Cro-Magnon" Lopes]] — baixo (1981-1996, 2012-2023 +falecido)
- Marcos Animal - bateria (1983-1985)
- Marcelo Farias - bateria (1982)
- Guga - bateria (1989-2001)
- Angelo Arede - baixo (1996-1997)
- Alexandre Farias - baixo (1997-2001)
- Roberto Moura - bateria (1981)
- Marquinhos - bateria (1983)
- Maurício - bateria (1983)

## Discografia
Álbuns de estúdio 
- Antes do Fim (1986)
- Dividir e Conquistar (1988)
- Searching for the Light (1990)
- Musical Guide from Stellium (1992)
- Alea Jacta Est (1994)
- Straight (1996)
- 2012 (2012)
- Imperium (2014)
- Canudos (2017)

 Álbuns ao vivo
- Terrorism Alive  (1999)

 Coletâneas
- Pelagodiscus Atlanticus (2002)
- Ultimatum Outtakes 1982-1985  (2002)
- Antes do Fim, Depois do Fim (2005)

 EPs
- Ultimatum (split) (1985)
- Cheap Tapes From Divide and Conquer  (1988)

Demos
- 1st Demo (1982)
- Live (1986)